# Charles François Robinet
Pour les articles homonymes, voir Robinet.
Charles François Robinet est un homme politique français né le 25 novembre 1734 à Rennes (Ille-et-Vilaine) et décédé le 27 septembre 1810 au même lieu. Fils de Jean Robinet et Louise Chateaugison.

## Biographie
Avocat et commissaire des États de Bretagne pour la navigation intérieure, au moment de la Révolution, il devient président du tribunal de district, puis sous le Directoire, président de la cour criminelle d'Ille-et-Vilaine. 
Nommé membre de la Légion d'honneur le 16 juin 1804, il est député d'Ille-et-Vilaine de 1805 à 1810 (Normalement mandat du 21 septembre 1805 au 4 juin 1814), élu par le Sénat conservateur . Il est fait chevalier d'Empire en 1810, il mourut quelques mois après à 75 ans.

## Armoiries
| Armoiries | Nom du chevalier et blasonnement |
| --------- | --- |
|           | Chevalier Charles François Robinet et de l'Empire, lettres patentes du 25 mars 1810. D'azur au chevron d'or; à la bordure de gueules chargée du signe des chevaliers légionnaires. |

## Sources
- « Charles François Robinet », dans Adolphe Robert et Gaston Cougny, Dictionnaire des parlementaires français, Edgar Bourloton, 1889-1891 [détail de l’édition]